# Эрколано
Эрколано (итал. Ercolano) — город и коммуна в Италии, располагается в регионе Кампания, в провинции Неаполь.
Почтовый индекс — 80056. Телефонный код — 081.
Покровительницей коммуны почитается Дева Мария Вознесённая, 15 августа особо празднуется Успение Пресвятой Богородицы.

## География
Коммуна Эрколано располагается у подножия вулкана Везувий, на побережье Неаполитанского залива. Занимает площадь 20 км². 

## История
На территории современного Эрколано находится зона раскопок античного Геркуланума. 

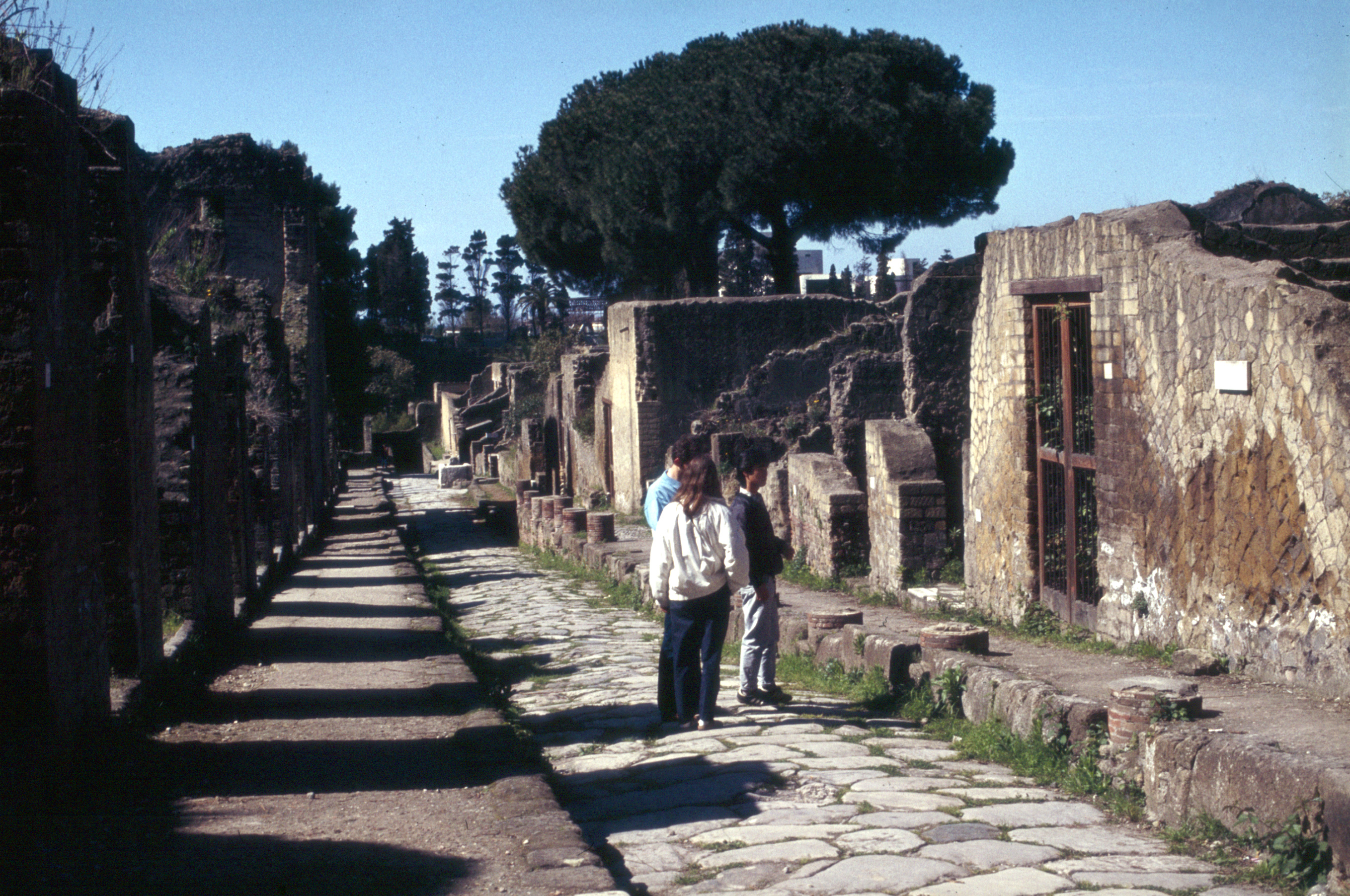

## Экономика
Типичными отраслями промышленности Эрколано были сельское хозяйство, рыболовство, добыча и производство лавового камня, столярные изделия и розничная торговля. Построенная в XIX веке железная дорога способствовала развитию фабричных производств: стекольного и кожевенного. После Второй мировой войны текстильная промышленность процветала благодаря уличному рынку Пульяно, а также питомникам садоводства в основном на прибрежных территориях, которые больше подходят для выращивания цветов и семян. Потребность в крупных объектах для расширяющейся текстильной промышленности столкнулась с программами защиты окружающей среды и вынудила многих предпринимателей Эрколано переехать в другие районы региона Кампания. Так случилось с кожевенными заводами и другими крупными заводами.

## Демография
Население составляет 55 663 человека (2008 г.), плотность населения составляет 2834 чел./км². 
Динамика населения:

## Транспорт
С Неаполем и другими городами провинции Эрколано имеет автобусное и железнодорожное сообщение. На станции Эрколано-Портичи останавливаются поезда, следующие маршрутом Неаполь—Салерно. Станции Эрколано-Скави и Мильо-д'Оро (Miglio d'Oro) также входят в линию Чиркумвезувиана. 
Местные маршруты обслуживают автобусы ANM (ит. Azienda Napoletana Mobilità SpA) (три автобусных линии, сходящихся к станции Эрколано-Портичи) и такси. 
Ближайшим аэропортом является Международный аэропорт Неаполя — Каподикино.

## Администрация коммуны
- Официальный сайт: http://www.comune.ercolano.na.it